# Primo Savani
Primo Savani (Berceto, 12 marzo 1897 – Parma, 15 gennaio 1977) è stato un avvocato, politico e partigiano italiano, primo sindaco di Parma dell'era Repubblicana.